# Chalcopteryx
Chalcopteryx – rodzaj ważek z rodziny Polythoridae.

## Podział systematyczny
Do rodzaju należą następujące gatunki:
- Chalcopteryx machadoi Costa, 2005
- Chalcopteryx radians Ris, 1914
- Chalcopteryx rutilans (Rambur, 1842)
- Chalcopteryx scintillans McLachlan, 1870
- Chalcopteryx seabrai Santos & Machado, 1961